# SBF 120
Pour les articles homonymes, voir SBF et 120 (nombre).
Le SBF 120 (pour société des bourses françaises) est un indice boursier de la bourse de Paris, créé le 31 décembre 1990 et composé de toutes les sociétés du CAC Large 60 combinées aux sociétés du CAC Mid 60.

## Historique
Défini avec la valeur de 1 000 points le 31 décembre 1990, il est diffusé et calculé en continu depuis le 18 avril 1994. Le SBF 120 était à 4 507,10 points le 1er juin 2007 à 17 h 30 pour tomber au plus bas à 1 823,08 points le 9 mars 2009. L’indice a atteint son plus haut historique le 5 janvier 2022 clôturant à 5 706,97 points.
Depuis le 21 mars 2011, l'indice combine désormais les composantes du CAC Large 60 et du CAC Mid 60.
Cet indice est représentatif du marché dans son ensemble. L’indice SBF 120 est mis à jour toutes les 30 secondes pendant la journée de 9 h à 17 h 30. L’indice SBF 120 étant un indice dit « de référence », il est révisé annuellement fin juin par le conseil scientifique d’Euronext. Les révisions sont applicables le 1er septembre suivant. Les valeurs retirées des indices à la suite des opérations sur titres sont cependant remplacées lors de réunions trimestrielles.

## Composition
Il est composé comme suit :
- CAC 40 : les 40 premières capitalisations ;
- CAC Next 20 : les 20 valeurs dont l'importance suit les 40 valeurs composant le CAC 40 (le CAC 40 et le CAC Next 20 forment le CAC Large 60) ;
- CAC Mid 60 : les 60 premières capitalisations des premier et second marchés (hors CAC Large 60).

### Liste des entreprises
La liste des entreprises du SBF 120 au 23 décembre 2024 :
1. Accor
2. ADP
3. Air France-KLM
4. Air liquide
5. Airbus Group
6. Alstom
7. Alten
8. Amundi
9. Aperam
10. Arcelor Mittal
11. Argan
12. Arkema
13. Atos
14. AXA
15. Ayvens
16. Bénéteau
17. Bic
18. Biomérieux
19. BNP Paribas
20. Bolloré
21. Bouygues
22. Bureau Veritas
23. Capgemini
24. Carmila
25. Carrefour
26. Clariane
27. Coface
28. Covivio
29. Crédit agricole
30. Danone
31. Dassault Aviation[4]
32. Dassault Systèmes
33. Derichebourg
34. Edenred
35. Eiffage
36. Elior
37. Elis
38. Emeis
39. Engie
40. Eramet
41. EssilorLuxottica
42. Esso
43. Eurazeo
44. Eurofins Scientific
45. Euronext
46. FDJ
47. Forvia
48. Gecina
49. Getlink
50. GTT
51. Hermès
52. Icade
53. ID Logistics Group
54. Imerys
55. Interparfums
56. Ipsen
57. Ipsos
58. JCDecaux
59. Kering
60. Klepierre
61. L’Oréal
62. Legrand
63. LVMH
64. Maurel & Prom
65. MedinCell
66. Mercialys
67. Mersen
68. M6 Metropole Television
69. Michelin
70. Neoen
71. Nexans
72. Nexity
73. OPmobility
74. Orange
75. Pernod Ricard
76. Planisware
77. Pluxee
78. Publicis Groupe
79. Remy Cointreau
80. Renault
81. Rexel
82. Robertet
83. Rubis
84. SEB
85. Safran
86. Saint-Gobain
87. Sanofi
88. Sartorius Stedim Biotech
89. Schneider Electric
90. Scor SE
91. SES
92. Société générale
93. Sodexo
94. Soitec
95. Solvay
96. Sopra Steria
97. Spie
98. Stellantis
99. ST Microelectronics
100. Technip Energies
101. Teleperformance
102. TF1
103. Thales
104. TotalEnergies
105. Trigano
106. Ubisoft
107. Unibail-Rodamco-Westfield
108. Valeo
109. Vallourec
110. Valneva SE
111. Veolia Environnement
112. Verallia
113. Vicat
114. Vinci
115. Virbac
116. Viridien
117. Vivendi
118. VusionGroup
119. Wendel
120. Worldline

### Historique de la composition
Les dernières modifications du SBF 120 :
- Décembre 2024[5]
  - Valeurs retirées : Casino, Euroapi et Eutelsat.
  - Valeurs introduites : MedinCell, Planisware et Robertet.
- Juin 2024[6]
  - Valeurs retirées : X-Fab et Solutions 30.
  - Valeurs introduites : Esso et Casino.

- Mars 2024 (révision trimestrielle)[7]
  - Valeurs retirées : Clariane, Fnac Darty et Voltalia.
  - Valeurs introduites : Vicat, Maurel & Prom.
- Décembre 2023 (révision trimestrielle)
  - Valeur retirée : Rothschild & Co.
- Juin 2023 (révision trimestrielle)
  - Faurecia devient Forvia SE.
  - Valeurs introduites : ID Logistics Group.
  - Valeur retirée : EDF, Korian et OVH Groupe.
- Mars 2023 (révision trimestrielle)
  - Valeurs introduites : Bénéteau, Mersen et Voltalia SA.
  - Valeur retirée : McPhy Energy.
- Février 2023
  - Retrait obligatoire : Somfy SA (sortie de cote).
- Décembre 2022 (révision trimestrielle)
  - Valeur introduite : SES-imagotag.
  - Valeur retirée: Quadient S.A..
- Septembre 2022 (révision trimestrielle)
  - Valeurs introduites : Antin Infrastructure Partners et Somfy SA.
  - Valeurs retirées : Albioma et Technicolor.
- Juillet 2022
  - Retrait obligatoire : Europcar Mobility Group (rachat par Green Mobility Holding S.A.).
- Juin 2022 (révision trimestrielle)
  - Valeurs introduites : Carmila, Euroapi et Quadient S.A..
  - Retrait obligatoire : CNP Assurances (rachat par La Banque postale).
- Mars 2022 (révision trimestrielle)
  - Valeurs introduites : Altarea et Interparfums.
- Février 2022
  - Retraits obligatoires : SUEZ (rachat par Veolia Environnement) et TechnipFMC (côté NEW YORK STOCK EXCHANGE, INC.).
- Décembre 2021 (révision trimestrielle)
  - Valeurs introduites : ALD et OVH Groupe.
- Octobre 2021
  - Valeur retirée : Iliad.
- Septembre 2021 (révision trimestrielle)
  - Valeur introduite : Derichebourg[8].
- Juin 2021 (révision trimestrielle)
  - Valeur introduite : Europcar Mobility Group.
  - Valeur retirée: ALD Automotive[9].
- Mars 2021 (révision trimestrielle)
  - Valeurs introduites : Valneva et DBV Technologies.
  - Valeurs retirées : Carmila, Kaufman & Broad et Robertet.
- Décembre 2020 (révision trimestrielle)
  - Valeurs introduites : Carmila, Kaufman & Broad, McPhy Energy et Verallia.
  - Valeur retirée : Tarkett[10] et Genfit.

- Le 20 septembre 2020 : entrées : Devoteam, Solutions 30 ; sorties : Akka Technologies, DBV Technologies[11]
- Juin 2020 (révision trimestrielle)
  - Valeurs introduites : Albioma, Robertet et Neoen.
  - Valeurs retirées :  Europcar Mobility Group, Quadient S.A. et Verallia.
- Juin 2019
  - valeur introduite : Coface
- 2016 et après
  - valeurs retirées : Adocia, Montupet, Saft et Coface
  - valeurs introduites : Amundi, Spie et Worldline
  - Pour le CAC40 (mars 2016) : Alstom remplacé par Sodexo
  - valeur introduite (septembre 2016) : Dassault Aviation [4]
  - Valeur re-introduite : Tarkett[12] et Soitec[13] (mars 2017).
- Juin 2015 :
  - valeurs retirées : Soitec et Tarkett
  - valeurs introduites : Adocia[14] et Elis
- 2015 :
  - valeur retirée : Areva (mars 2015)[15].
  - valeur introduite : Elior[16]
  - Pour le CAC40 : Gemalto remplacé par Peugeot
- Le 23 juin 2014 :
  - valeur introduite : Gaztransport & Technigaz[17]
- Le 24 juin 2013[18]
  - valeur retirée : Artprice (juin 2013)[19].
  - valeurs introduites : Sartorius Stedim Biotech
- Le 24 décembre 2012 :
  - valeur retirée : Dexia (septembre 2010)[20].
  - valeurs introduites : Artprice[21], AB Science
- Le 18 juin 2012[22] : 
  - valeur retirée : Bénéteau (juin 2012)[23].
  - valeur introduite : Solvay (juin 2012)[23].
- Le 19 septembre 2011[24] :
  - valeur retirée : Stallergènes
  - valeurs introduites : Bull, Eurofins Scientific, Virbac